# Lopunajan Merkit
Lopunajan Merkit è l'album di debutto del gruppo heavy metal finlandese Timo Rautiainen & Trio Niskalaukaus, pubblicato nel 1999.

## Tracce
1. Venäjän orvot – 4:00
2. Rekkamies – 3:52
3. En katso taakse – 3:47
4. Talvi-illan tarina – 2:33
5. Tyyni – 4:45
6. Hyvä päivä – 3:47
7. Lajinsa viimeiset – 3:40
8. Alavilla mailla – 5:17
9. Häpeän lävistämä – 3:34

## Formazione
- Timo Rautiainen - voce, chitarra
- Seppo Pohjolainen - batteria, cori
- Jarkko Petosalmi - chitarra
- Arto Alaluusua - basso
- Karri Rämö - chitarra